# Mellicta imitans
Mellicta imitans är en fjärilsart som beskrevs av Ruggero Verity 1930. Mellicta imitans ingår i släktet Mellicta och familjen praktfjärilar. Inga underarter finns listade i Catalogue of Life.